# Rhodospatha piushaduka
Rhodospatha piushaduka Croat – gatunek wieloletnich, wiecznie zielonych pnączy z rodziny obrazkowatych, endemicznych dla północnego Peru, zasiedlających wilgotne lasy równikowe.